# William Lane Craig
William Lane Craig (Peoria, Illinois, 23 de agosto de 1949) es un filósofo analítico y teólogo cristiano bautista estadounidense. El trabajo filosófico de Craig se enfoca en la filosofía de la religión, la metafísica y la filosofía del tiempo. Su interés teológico se encuentra en los estudios del Jesús histórico y en la teología filosófica. Craig ha hecho importantes contribuciones a las discusiones del argumento cosmológico a favor de la existencia de Dios, de la omnisciencia divina, de las teorías del tiempo y la eternidad, y de la historicidad de la resurrección de Jesús. Su investigación actual trata con la aseidad divina (auto-suficiencia) de Dios y con el desafío que plantean los relatos platónicos de los objetos abstractos para esta doctrina[cita requerida]. Craig es autor de varios libros, el más notable de ellos, Reasonable Faith, publicado en español como Fe Razonable.

## Biografía

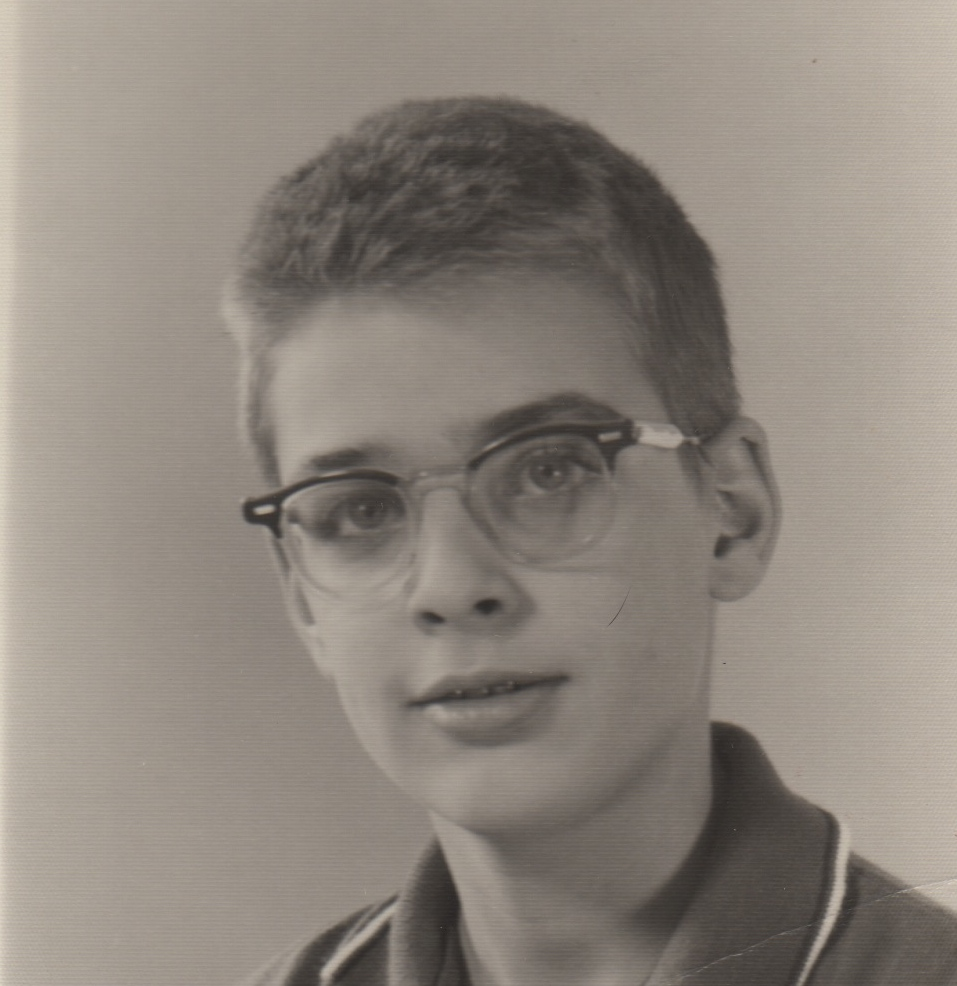
Craig en la Escuela Intermedia

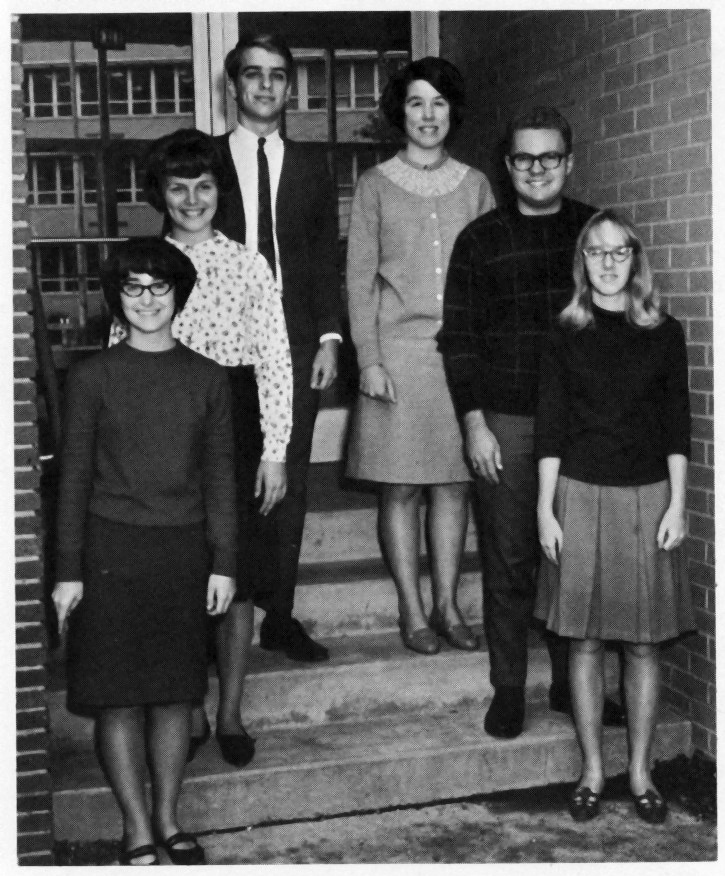
El Club de Matemáticas de East Peoria Community High School. Craig es el último de la fila izquierda.

Craig es el segundo de los tres hijos de Mallory y Doris Craig en Peoria, Illinois. El trabajo del señor Craig con la compañía de ferrocarril T. P. & W. llevó a la familia a vivir a la ciudad de Keokuk, Iowa, hasta que fue trasladado a la sede principal localizada en la ciudad de East Peoria en 1960. Mientras era estudiante en la escuela Secundaria Comunitaria de East Peoria (1963-1967), Craig se convirtió en un polemista y orador campeón, al ser seleccionado en su último año para formar parte en el equipo de los mejores polemistas del estado y al ganar el campeonato estatal en oratoria. Craig tuvo una experiencia dramática de conversión al cristianismo cuando iniciaba su penúltimo año de secundaria, la cual cambió el transcurso de su vida.
Después de graduarse de la escuela secundaria, Craig asistió al Wheaton College (Universidad de Wheaton), en Illinois, una universidad evangélica localizada al oeste de Chicago, donde continuó con las actividades de debate y forense, especializándose en comunicaciones, donde luego fue nombrado alumno graduado del año. En la universidad Wheaton, Craig estudió bajo la dirección de Stuart Hackett, cuyo libro The Resurrection of Theism (La resurrección del teísmo, 1957) iba a ejercer una gran influencia filosófica sobre el pensamiento de Craig. Pero fue su estudio del libro Introduction to Christian Apologetics (Introducción a la apologética cristiana) de Edward John Carnell, escrito en 1948, que Craig leyó mientras aún estaba en Wheaton, el que provocó el interés de Craig en la apologética cristiana. Craig se graduó en 1971 y al año siguiente se casó con su esposa Jan, a quien conoció en el personal de Cruzada Estudiantil para Cristo.
En 1973, Craig ingresó al programa de Filosofía de la Religión en la Trinity Evangelical Divinity School al norte de Chicago, donde estudió bajo Norman Geisler. Craig se dedicó a los estudios teológicos de manera simultánea bajo la dirección de David Wells, Clark Pinnock, Murray Harris y John Warwick Montgomery, graduándose con un grado de maestría en Filosofía de la Religión, en Historia del Cristianismo y en Historia del Pensamiento Cristiano.
En 1975, Craig comenzó sus estudios de doctorado en Filosofía en la Universidad de Birmingham, Inglaterra, escribiendo sobre el argumento cosmológico bajo la dirección de John Hick. De su estudio salió su primer libro The Kalam Cosmological Argument (El argumento cosmológico Kalam, 1979), una vigorosa defensa del argumento de la forma en que lo descubrió él al leer la obra de Hackett. En 1978, Craig recibió una beca de investigación de parte de la Fundación Alexander von Humboldt para realizar una investigación sobre la historicidad de la resurrección de Jesús bajo la dirección de Wolfhart Pannenberg en la Universidad de Múnich en Alemania. Sus estudios en Múnich le llevaron a un segundo doctorado, esta vez en teología, y fue galardonado en 1984 con la publicación de su tesis titulada The Historical Argument for the Resurrection of Jesus during the Deist Controversy (El Argumento Histórico a favor de la Resurrección de Jesús durante la Controversia Deísta, 1985).

### Carrera

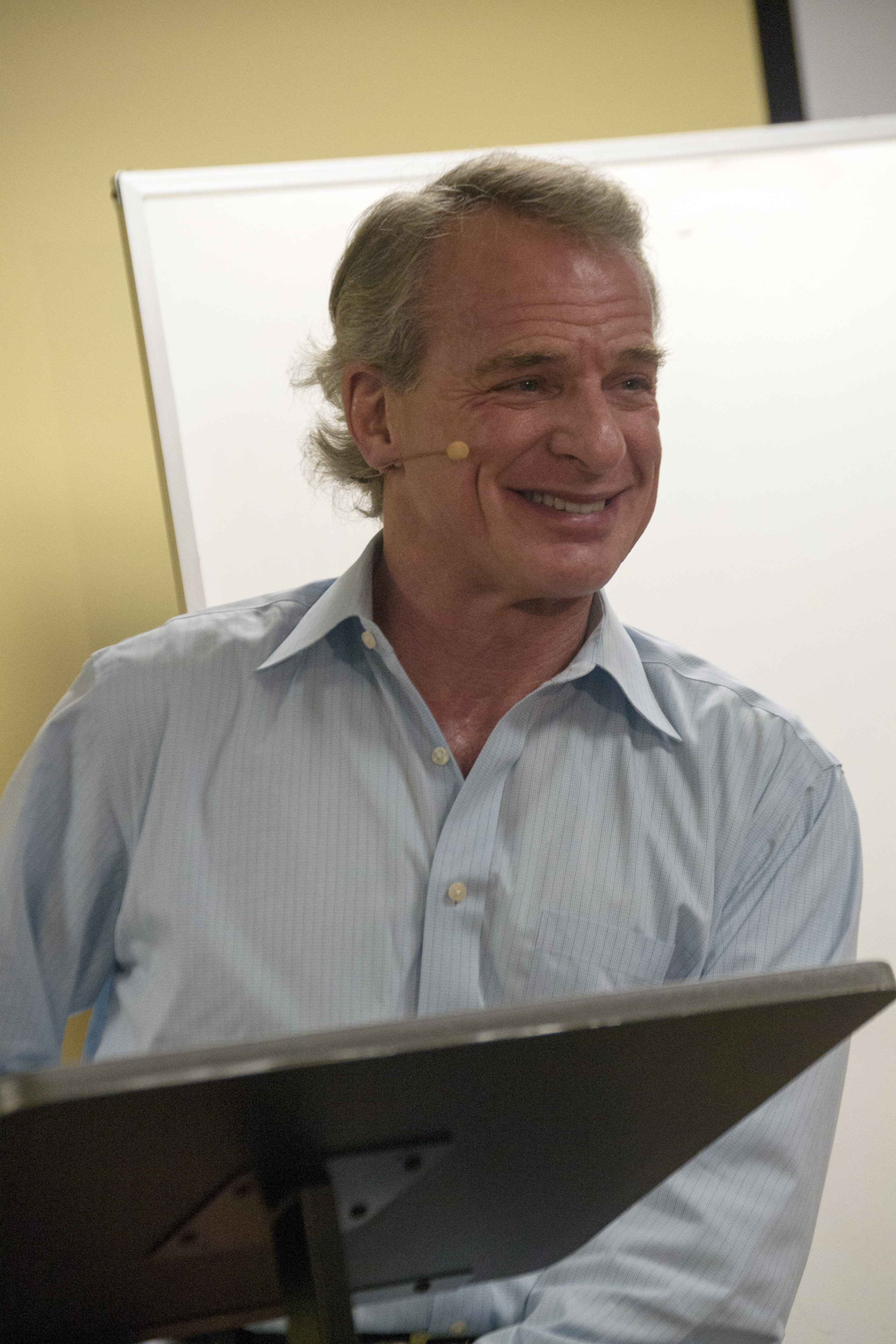
Craig en el 2015.

En 1980, Craig se unió a la facultad de Trinity Evangelical Divinity School, donde enseñó filosofía de la religión los siguientes siete años. En esos años, emprendió un programa de investigación de larga duración sobre un análisis filosófico de los atributos divinos principales, comenzando con la omnisciencia de Dios. Este estudio trajo como fruto su libro Divine Foreknowledge and Human Freedom (La presciencia divina y la libertad humana), (1990). En 1982, Craig recibió una invitación para realizar un debate con el filósofo Kai Nielsen en la Universidad de Calgary, Canadá, sobre la cuestión de la existencia de Dios. Fue así como Craig comenzó una serie de debates sobre preguntas filosóficas y teológicas que ha hecho a Craig enfrentarse contra filósofos, científicos y eruditos bíblicos que incluyen a Antony Flew, E. M. Curley, Richard Taylor, Quentin Smith, Michael Tooley, Paul Draper, Shelly Kagan, Peter Millican, Paul Kurtz, Peter Atkins, Lawrence Krauss, Richard Dawkins, Francisco J. Ayala, John Dominic Crossan, Marcus Borg, Ray Hoover, Bart Ehrman, y Gerd Lüdemann.
Después de un periodo de un año en Westmont College, localizado en la periferia de Santa Bárbara, California, Craig se trasladó con su esposa y sus dos hijos pequeños de regreso a Europa en 1987, donde se dedicó a hacer investigaciones por los siguientes siete años desempeñando la función de erudito visitante en Katholiecke Universiteit Leuven (Lovaina) en Bélgica. Ese periodo de investigación produjo siete libros, entre ellos, God, Time, and Eternity (Dios, el Tiempo y la Eternidad, 2001). En 1994, Craig aceptó la invitación de J. P. Moreland y R. Douglas Geivett para formar parte del departamento de Filosofía y Ética en Talbot School of Theology [Escuela/Seminario Teológico Talbot] que se encuentra en los suburbios de Los Ángeles, California, como Profesor de Investigación de Filosofía, un cargo que aún desempeña en la actualidad.

## Pensamiento

### Argumentos a favor de la existencia de Dios

#### Argumento cosmológico kalam
A Craig se le conoce mejor por su resucitación de una versión del argumento cosmológico a favor de la existencia de una primera causa la cual no fue causada. En reconocimiento de la contribución islámica medieval al desarrollo de esta versión del argumento, Craig acuñó el nombre “argumento cosmológico kalam” (kalam significa “teología Islámica medieval”), un título que se le ha pegado. La característica distintiva de este argumento es su premisa “el universo comenzó a existir”, donde “el universo” designa toda la realidad del espacio-tiempo continuo, una premisa que Craig defiende tanto filosófica como científicamente.
En El Argumento Cosmológico Kalām, él formula el argumento de la siguiente manera:
1. Todo lo que comienza a existir tiene una causa para su existencia.
2. El universo comenzó a existir.
3. Por lo tanto, el universo tiene una causa para su existencia.[23]

Filosóficamente, Craig restaura dos argumentos kalam tradicionales a favor de la finitud de la serie temporal de los acontecimientos pasados: un argumento basado en la imposibilidad metafísica de la existencia de lo que los matemáticos modernos llaman el infinito actual o real, y el otro en la imposibilidad metafísica de la formación de un infinito actual usando un proceso de adición sucesiva.
Concediendo la consistencia de la lógica estricta de la teoría infinita de conjuntos post-cantoriana y axiomatizada, Craig argumenta que no obstante la existencia de un número (actual) realmente infinito de cosas, es metafísicamente imposible, en vista a los muchos "absurdos" contra-intuitivos que serían posibles, que exista realmente un infinito actual. Uno de los ejemplos favoritos de Craig es el famoso Hotel de Hilbert, el cual puede estar totalmente ocupado y, aun así, por medio de una simple transposición de huéspedes, acomodar una infinidad interminable de huéspedes adicionales. Craig lleva el ejemplo más allá del relato que originalmente hizo David Hilbert al preguntarse qué sucedería si al hotel se le aplicaran las operaciones inversas de la aritmética, como la resta. Al imaginarse diferentes grupos de huéspedes haciendo el check-out (saliendo) del hotel, Craig demuestra que se podrían sustraer cantidades idénticas de cantidades idénticas y obtener cantidades no idénticas como resultado, lo cual es absurdo. Diciendo que las convenciones matemáticas estipuladas para asegurar la consistencia lógica de la aritmética transfinita no tienen ninguna fuerza ontológica, Craig concluye en que el finitismo es lo más plausible. Por lo tanto, la serie de acontecimientos pasados debe ser finita y el universo comenzó a existir.
Incluso si fuese metafísicamente posible un infinito actual o real, la naturaleza temporal de la serie de los acontecimientos pasados, formada por adición sucesiva de un acontecimiento tras otro, plantea problemas peculiares. Craig dice que así como es imposible, a pesar de los proponentes de las “súper-tareas”, contar hasta el infinito, también es metafísicamente imposible contar regresivamente desde el infinito. Craig dice que una inversión del relato de Russell sobre Tristram Shandy, quien escribe su autobiografía de una forma tan lenta que le toma todo un año registrar tan solo los acontecimientos de un día, es una absurdo contra-intuitivo la formación de un infinito actual (real) por adición sucesiva. Si el universo fuese eterno, habría perdurado a lo largo de dicha secuencia temporal para llegar al acontecimiento o momento presente. Se deduce que la secuencia temporal no debe ser infinita y que, por lo tanto, el universo comenzó a existir. El desarrollo de Craig de este argumento en particular hace evidente lo que está implícito en el argumento kalam: su presuposición de la teoría temporalizada (tensed) del tiempo (o como algunos le llaman la “teoría del tiempo temporalizado” (tensed)). Este presupuesto se convertiría más tarde en un centro principal de investigación.
Una de las contribuciones de Craig al argumento cosmológico kalam histórico es la manera en que ordena la evidencia empírica de la astrofísica contemporánea en apoyo del comienzo del universo. Expone dos líneas de evidencia que proceden de la cosmología actual: la expansión del universo y las propiedades termodinámicas del universo.
Respecto a la expansión del universo, Craig dice que el modelo estándar “Big Bang” Friedman—LeMaître, basado en una aplicación cosmológica de las ecuaciones del campo gravitacional de la Teoría General de la Relatividad de Albert Einstein,  predice una singularidad cósmica que constituye un pasado atado al espacio-tiempo y por lo tanto, marca el origen absoluto del universo en el pasado finito. Según el modelo, nada existía antes de la singularidad cosmológica inicial, en el sentido de que es falso que algo existiera antes de la singularidad. El espacio-tiempo y todos sus contenidos llegan a existir en ese punto. Luego Craig examina la historia de los intentos que se han hecho de parte del modelo estándar para escapar a la predicción de un comienzo absoluto y demuestra cómo esos modelos han probado ser insostenibles (como por ejemplo el modelo del estado estacionario y los modelos de la fluctuación cuántica), o han insinuado el mismo comienzo del universo que pretendían evadir (los modelos oscilatorios, el modelo inflacionario, los modelos de la gravedad cuántica). Craig dice que el teorema Borde-Guth-Vilenkin de 2003 requiere que cualquier universo que haya estado en promedio en un estado de expansión cósmica no puede ser eterno en el pasado, sino que debe tener un punto límite o fronterizo en el pasado. Este teorema, que se aplica a los modelos inflacionarios del “multiverso” y a las cosmologías de “branas” de una dimensión más alta, es independiente de cualquier descripción física del universo en su fase más temprana al tiempo de Planck.
Con respecto a las propiedades termodinámicas de gran escala del universo, Craig rastrea la discusión física desde el enigma que confrontó la física del siglo XIX acerca de que si el universo va a alcanzar un estado de equilibrio termodinámico o una muerte caliente en un tiempo finito, por qué no está ahora en ese estado, dado que ya habría existido por un tiempo infinito. Él dice que la llegada de la teoría de la relatividad alteró la descripción de la extinción termodinámica del universo, pero no afectó la pregunta fundamental. De hecho, Craig dice que el reciente descubrimiento de la Aceleración del universo de la expansión del universo sólo acentuó el problema al acelerar la desintegración del universo en islas causalmente aisladas, destinadas a tener una muerte oscura y fría. Señala por lo tanto, que la mayoría de los físicos considera el desequilibrio observado del universo como evidencia de que no es, después de todo, eterno en el pasado y que su baja entropía fue puesta simplemente como una condición inicial. Craig dice que los intentos para evitar esta conclusión al postular un multiverso de mundos con estados termodinámicos variantes entran en conflicto con el problema de los “cerebros de Boltzmann”—que se hace altamente probable para cualquier observador que el universo observable es sólo una ilusión de su propio cerebro, una conclusión solipsista que ninguna persona racional adoptaría.
Sobre la base de estas cuatro líneas de evidencia, Craig concluye que la premisa “el universo comenzó a existir” es más plausible que su negación. Juntamente con la premisa de que todo lo que comienza a existir tiene una causa (una premisa que Craig, otra vez, defiende de manera tanto filosófica como científica), el comienzo cósmico implica la existencia de una causa sobrenatural. Por naturaleza del caso, dicha causa debe ser un ser no causado, sin comienzo, inmutable, atemporal, sin límite de espacio, inmaterial y de enorme poder. Por último, Craig dice, recurriendo al “Principio de la Determinación” descrito por los teólogos musulmanes medievales, que la única manera de explicar el origen de un efecto con un comienzo a partir de una causa sin comienzo es si dicha causa es un agente personal dotado de libertad de la voluntad. Por lo tanto, llega hasta un Creador personal del universo.

#### Reformulaciones de argumentos clásicos
Como apologista Craig ha publicado varios libros en defensa del teísmo hacia críticas por parte de ateos como Fe razonable, donde se dedica a la demostración de la existencia de Dios mediante la reformulación de argumentos clásicos dentro de la historia de la filosofía. Destacan entre ellos el "argumento leibniziano" basado en el "principio de razón suficiente" del filósofo Gottfried Leibniz. Craig formula el argumento de la siguiente forma:

1. Todo lo que existe tiene una explicación de su existencia (ya sea por la necesidad de su propia naturaleza o por una causa externa).
2. Si el universo tiene una explicación de su existencia, esa explicación es Dios.
3. El universo existe.
4. Por lo tanto, el universo tiene una explicación de su existencia. (de 1, 3)
5. Por lo tanto, la explicación de la existencia del universo es Dios. (de 2, 4)

Otro argumento destacado es su propia reformulación del argumento ontológico del filósofo Alvin Plantinga basado en la lógica modal, necesidad lógica, necesidad metafísica y la semántica de "mundos posibles":

1. Es posible que exista un gran ser máximo.
2. Si es posible que exista un ser máximo, entonces existe un ser máximo en algún mundo posible.
3. Si existe un ser máximo en algún mundo posible, entonces existe en todos los mundos posibles.
4. Si existe un ser máximo en todos los mundos posibles, entonces existe en el mundo real.
5. Si existe un ser máximo en el mundo real, entonces existe un ser máximo.
6. Por lo tanto, existe un gran ser máximo.

Craig considera que esta formulación del argumento tiene más posibilidades de ser convincente que sus predecesores. Finalmente, Craig es defensor del argumento moral que sostiene la necesidad de un Dios omnibenevolente como fundamento meta-ético:

1. Si Dios no existe, los valores morales objetivos no existen.
2. Los valores morales existen.
3. Por lo tanto, Dios existe.

#### Eficacia irrazonable de las matemáticas
William Lane Craig ha propuesto un argumento realista influenciado por la filosofía de las matemáticas. Este argumento gira en torno al hecho de que, mediante el uso de conceptos matemáticos, se puede descubrir mucho sobre el mundo natural. Por ejemplo, Craig escribe, Peter Higgs, y cualquier científico similar «pueden sentarse en su escritorio y, vertiendo [sic] sobre ecuaciones matemáticas, predicen la existencia de una partícula fundamental que, treinta años más tarde, después de invertir millones de dólares y miles de horas, los experimentadores finalmente son capaces de detectar». Nombra a las matemáticas como el «lenguaje de la naturaleza» y refuta dos posibles explicaciones para esto. En primer lugar, sugiere, la idea de que son entidades abstractas plantea la cuestión de su aplicación. En segundo lugar, responde al problema de si son meramente ficciones útiles, sugiriendo que eso pregunta por qué estas ficciones son tan útiles. Resumió su argumento de la siguiente manera:

A. Si Dios no existiera, la aplicabilidad de las matemáticas sería solo una feliz coincidencia.
B. La aplicabilidad de las matemáticas no es solo una feliz coincidencia.
C. Por lo tanto, Dios existe.
A. If God did not exist, the applicability of mathematics would be just a happy coincidence.
B. The applicability of mathematics is not just a happy coincidence.
C. Therefore, God exists.
William Lane Craig

Cita al físico y matemático húngaro Eugene Wigner (1902-1995) como una influencia en su pensamiento.
La idea central detrás de este argumento teísta es que la naturaleza inteligible o inteligibilidad propia de la(s) realidad(es) matemática(s) (y su manifiesta relación con la realidad física) encuentra explicación y sentido en último término por referencia a algún Intelecto Eterno o Divino (o Logos) trascendental que pueda ser el fundamento eterno de tales realidades/verdades matemáticas eternas o atemporales.
Cabe destacar también que esta concepción del Logos como el intelecto trascendente que dé sentido y orden racional al mundo no es en absoluto nueva en la tradición filosófica teísta; filósofos antiguos como Filón de Alejandría y el mismo San Agustín (uno de los más importantes filósofos de la tradición del cristianismo y uno de los Padres de la Iglesia) creían ya en concepciones similares de Dios; conceptos heredados y pulidos en una buena parte de filósofos griegos como Heráclito de Éfeso.

### Omnisciencia divina
Una de las preguntas centrales que plantea la doctrina clásica de la omnisciencia divina es la de la compatibilidad de la presciencia (o el conocimiento previo)de Dios y de la libertad humana. La pregunta se subdivide en dos:
1. Si Dios tiene presciencia de la ocurrencia de algún acontecimiento A, ¿sucede A de manera necesaria?,[55] y
2. Si algún acontecimiento A es contingente, ¿Cómo puede Dios tener presciencia de la ocurrencia de A? Craig ha abordado cada una de esas preguntas de manera detallada en su obra.[56]

La primera pregunta plantea el problema del fatalismo teológico. Craig intenta reducir este problema al problema del fatalismo lógico, el cual afirma que si es verdadero que A va a suceder, entonces A sucederá de manera necesaria. Él reta a los defensores del fatalismo teológico para que demuestren de cómo agregar el hecho de que Dios sabe o conoce algún enunciado del tiempo futuro como verdadero añade algo esencial al problema, más allá del hecho de que ese es un enunciado verdadero. Después de eso, Craig examina el fatalismo lógico. Él dice que el fatalismo debe ser falaz porque éste propone una restricción no causal sobre la libertad humana, lo cual es ininteligible. Él dice que la falla en el fatalismo lógico se encuentra en un análisis erróneo de qué se quiere decir con que un acto está “dentro del poder de uno” y que los fatalistas lógicos malinterpretan la imposibilidad de producir una contradicción lógica como una violación de la habilidad personal.

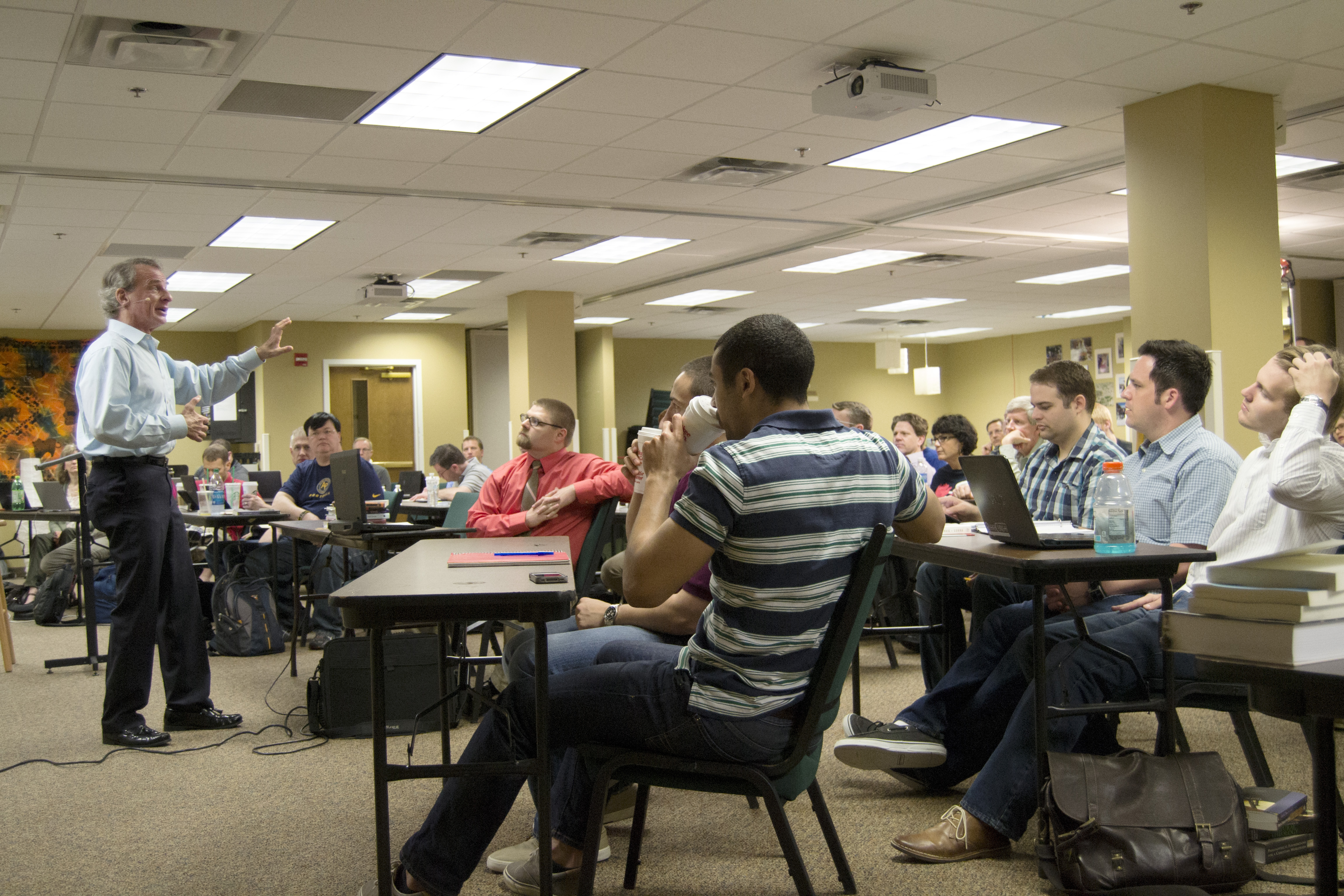
El Dr. Craig enseñando en su seminario anual en la Iglesia Bautista Johnson Ferry en Marietta, Georgia, en los Estados Unidos. El tema para el 2015 fue "La coherencia del teísmo".

Regresando al fatalismo teológico, Craig dice que los fatalistas han malentendido la “necesidad temporal”, o necesidad del pasado. Craig dice que nuestras intuiciones de la necesidad del pasado están arraigadas en lo cerrado causal del pasado y que la imposibilidad de la retrocausalidad no implica que yo no pueda tener un tipo de poder contra-fáctico sobre los acontecimientos pasados. Eso quiere decir que si Dios posee presciencia o conocimiento previo de las acciones de una persona, entonces esa persona tiene la habilidad de actuar de una manera que, si él fuese a actuar de esa manera, entonces el pasado hubiese sido diferente. Construyendo sobre la obra de Alfred Freddoso, Craig ofrece un análisis de la necesidad temporal según la cual muchos acontecimientos pasados e históricos no son, en este punto, temporalmente necesarios. Él dice que es inclusive posible de que algún agente actúe de tal manera, de que si él fuese a actuar así, ese acontecimiento nunca hubiese sucedido y que por el hecho de que el acontecimiento ha sucedido, podemos saber que en efecto el agente no va actuar de esa manera, sino que, no obstante, eso permanece dentro de su poder de hacerlo.
Una de las contribuciones de Craig para el debate del fatalismo teológico es su estudio general del rechazo de los argumentos fatalistas paralelos en las áreas de la teología o filosofía de la religión. Él analiza las discusiones de la retrocausalidad, el viaje en el tiempo, la teoría especial de la relatividad, precognición, y la paradoja de Newcomb para concluir que el razonamiento fatalista ha fracasado.
La segunda pregunta que surge de la presciencia divina de los contingentes futuros tiene que ver con los medios por los cuales Dios sabe o conoce esos acontecimientos. Craig dice que la pregunta presupone una teoría temporalizada (tensed) o Teoría-A del tiempo, ya que en la teoría atemporal (tenseless) o Teoría-B del tiempo, no hay ninguna diferencia ontológica entre el pasado, presente y futuro, de manera que los acontecimientos contingentes que están en el futuro en relación con nosotros no son más difíciles para Dios saber que los acontecimientos contingentes que están en el pasado y presente en relación con nosotros. Haciendo una distinción entre los modelos perceptualistas y los conceptualistas de la cognición divina, Craig dice que los modelos que interpretan la presciencia de Dios sobre el futuro de la manera que lo interpreta el perceptualista (que dice que Dios prevé lo que va a suceder) son difíciles de conciliar con la teoría temporalizada (tensed) del tiempo (a pesar de que uno pudiera decir que Dios percibe los valores de verdad del presente de las proposiciones contingentes del futuro). Él no desafía un modelo conceptualista (el cual interpreta el conocimiento de Dios similar a las ideas innatas) de la misma manera que desafía el modelo perceptualista.
La doctrina del conocimiento medio es uno de esos modelos conceptualistas de la cognición divina que Craig ha explorado. Formulada por el teólogo jesuita, Luis de Molina, la doctrina del conocimiento medio afirma que lógicamente antes de Su decreto de crear un mundo Dios [ya] sabía lo que todas las criaturas posibles que Él podía crear iban a hacer libremente en cualquier conjunto de circunstancias en las que Dios pudiera ponerles. Sobre la base de Su conocimiento de esos contra-fácticos de la libertad de las criaturas y de Su conocimiento de Su propio decreto de crear ciertas criaturas en ciertas circunstancias, juntamente con Su decisión propia de cómo Él mismo actuaría, Dios automáticamente sabe o conoce todas las cosas que real y contingentemente sucederán, sin ninguna “percepción” del mundo.
Craig se ha convertido en un proponente del Molinismo, apoyando el conocimiento medio y también aplicándolo a una gama amplia de temas teológicos, como por ejemplo a la doctrina de la divina providencia y a la predestinación, la inspiración bíblica, la perseverancia de los santos y al particularismo cristiano.

### Eternidad divina
La obra más temprana de Craig sobre el argumento cosmológico kalam y sobre la omnisciencia divina se interceptaron grandemente con las teorías del tiempo y con la naturaleza de la eternidad divina. Aún quedaba un sinnúmero de temas sin resolver que tenía que ser considerado por medio de una exploración a profundidad del tiempo y de la relación de Dios con el mismo.
Craig hace una diferencia entre los dos sentidos de “eterno”. Eterno puede significar "atemporal" (intemporal) o "infinitamente omnitemporal". Craig primero examina una plétora de argumentos que tienen el objetivo de demostrar que Dios es atemporal u omnitemporal. Craig defiende la coherencia de un ser atemporal, personal, pero dice que los argumentos a favor de la atemporalidad divina no son sólidos ni conclusos. Por el contrario, él proporciona dos argumentos a favor de la temporalidad divina. En primer lugar, Craig dice que si existe un mundo temporal, entonces en virtud de sus relaciones reales con ese mundo Dios no puede permanecer sin ser “tocado” por la temporalidad de ese mundo. Al tomar en cuenta sus relaciones cambiantes con el mundo, Dios debe cambiar por lo menos extrínsecamente, lo cual es suficiente para que Él exista temporalmente. En segundo lugar, Craig dice que si un mundo temporal existe, entonces en virtud de Su omnisciencia, Dios debe saber o conocer los hechos temporalizados (tensed) acerca del mundo, como por ejemplo debe saber qué está sucediendo ahora, lo cual otra vez, es suficiente para que Él esté temporalmente localizado. Como un mundo temporal sí existe, se deduce que Dios existe en el tiempo.
Craig dice que para un defensor de la atemporalidad divina, existe una manera de escapar de estos argumentos. El primer argumento basado en la relación de Dios con el mundo presupone la realidad del devenir temporal, y el segundo argumento que se basa en el conocimiento de Dios del mundo presupone la objetividad de los hechos temporalizados (tensed). En otras palabras, ambos argumentos presuponen una Teoría-A del tiempo. El defensor de la atemporalidad divina puede evitar las fuerzas de esos argumentos al adoptar una Teoría-B del tiempo y al negar la realidad objetiva de los hechos temporalizados (tensed) y del devenir temporal. Craig concluye que la teoría del tiempo que uno tenga es un punto clave para [determinar] la doctrina de la eternidad divina de uno.
En sus dos volúmenes The Tensed Theory of Time (La Teoría Temporalizada del Tiempo o La Teoría del Tiempo Intemporalizado) (2000) y The Tenseless Theory of Time (La Teoría Atemporal del Tiempo o La Teoría del Tiempo Atemporal), Craig emprende un análisis exhaustivo de los argumentos a favor y en contra de las Teorías-A y B del tiempo respectivamente. Craig proporciona el siguiente resumen de su caso a favor de la Teoría-A del Tiempo:
I.	Argumentos a favor de la Teoría Temporalizada del Tiempo
A.	Los enunciados temporalizados (tensed), los cuales no pueden ser ni traducidos a enunciados atemporales (tenseless) sinónimos ni se les pueden dar condiciones atemporales, reflexivas del ejemplar de verdad, corresponden, si he que son verdaderos, a los hechos temporalizados.
B. La experiencia del devenir temporal, como nuestra experiencia del mundo externo, está apropiadamente considerada como verídica.
II. La Refutación de los argumentos en contra de la teoría temporalizada (tensed) del tiempo.
A. La celebrada paradoja de McTaggart está basada en el matrimonio o relación errónea de una ontología atemporal (tenseless) de los acontecimientos o cosas con un devenir temporal objetivo, como también con la suposición injustificada de que debería existir una descripción única y completa de la realidad.
B. El pasaje del tiempo no es un mito, sino una metáfora de la objetividad del devenir temporal, una noción que puede ser explicada consistentemente en una metafísica presentista.
III. La Refutación de los argumentos a favor de la teoría atemporal (tenseless) del tiempo
A. El devenir temporal es compatible con la Teoría de la Relatividad si rechazamos el realismo espacio-tiempo a favor de una interpretación neo-lorentziana del formalismo de la teoría.
B. El tiempo, de la manera que juega un papel en la física, es una abstracción pobre de una realidad metafísica más rica, la cual omite elementos indexicales como por ejemplo el “aquí” y el “ahora” en el interés de universalizar las formulaciones de las leyes naturales.
IV. 	Argumentos contra la teoría atemporal (tenseless) del tiempo
A. A falta de las distinciones objetivas entre el pasado, el presente y el futuro, las relaciones que ordenan los acontecimientos en la teoría atemporal sólo son gratuitamente consideradas como relaciones genuinamente temporales de un tipo “antes/después que.”
B.	La afirmación de que el devenir temporal es dependiente de la mente es contraproducente, ya que la ilusión subjetiva del devenir, ella misma, involucra un devenir objetivo en los contenidos de la conciencia.
C.	La teoría atemporal (tenseless) implica el perdurantismo, la doctrina de que los objetos tienen partes espacio-temporales, una visión que es metafísicamente contra-intuitiva, incompatible con la responsabilidad moral e implica la extraña doctrina de la identidad trans-mundial.
D.	La teoría atemporal (tenseless) es teológicamente objetable, ya que su afirmación de que Dios y el universo coexisten atemporalmente es incompatible con la doctrina robusta de la creación ex nihilo.
Los elementos de la filosofía de Craig del tiempo incluyen su diferenciación entre el tiempo mismo y nuestras medidas del mismo (un tema del Newtoniano clásico), su análisis reduccionista de los “tiempos” (tenses) espaciales a la ubicación del “yo-ahora”, su defensa del presentismo (filosofía del tiempo) sobre la base de lo presente de la experiencia, su análisis de la paradoja de McTaggart como un ejemplo del problema de los intrínsecos temporales, su defensa de la interpretación neo-lorentziana de la relatividad especial, y su formulación de una semántica de mundos posibles temporalizados (tensed).
Después de haber concluido que el tiempo es temporalizado (tensed), Craig se dirige a articular una doctrina de la eternidad divina y de la relación de Dios con el tiempo. Defendiendo el argumento anti-newtoniano de Leibniz contra la duración de Dios por un tiempo infinito antes de la creación y recurriendo a los argumentos kalam contra un tiempo métrico infinito y pasado, Craig dice que Dios existe atemporalmente sans [sin] el universo y temporalmente desde el momento de la creación. Craig dice que el tiempo cósmico, el cual registra el tiempo de la duración del universo en los modelos cosmológicos relativistas generales, es la medida del tiempo de Dios. El universo, Craig concluye, es el reloj de Dios.

### Aseidad divina
La investigación actual de Craig trata con el desafío que plantea el platonismo para la doctrina clásica de la aseidad divina o la auto-existencia. En el análisis de Craig de que el desafío surge, no tanto de lo eterno de los objetos abstractos o de la necesidad sino de que en muchos de los casos, surge de lo no creable de ellos. Rechazando el Creacionismo Absoluto, la visión de que Dios crea los objetos abstractos, como atrapado en un círculo vicioso, Craig defiende la viabilidad de varias perspectivas nominalistas sobre los objetos abstractos. Diciendo que el Argumento de Indispensabilidad de Quine-Putnam es el mayor apoyo del platonismo, Craig critica la epistemología naturalizada (naturalized espistemology) de Quine y el holismo confirmacional, el cual apoya el argumento original y también rechaza el criterio meta-ontológico del compromiso ontológico que se encuentra en el fondo de todas las versiones del argumento.
Craig favorece una lógica neutral, según la cual los cuantificadores formales de la lógica de primer orden y los cuantificadores informales del lenguaje ordinario no son lógicamente comprometedores. Además, él propone una teoría deflacionaria de la referencia (o de la verdad), según la cual referirse es un acto del discurso en lugar de una relación de un mundo de palabras, de manera que los términos singulares se podrían utilizar en oraciones verdaderas sin compromiso con los objetos correspondientes en el mundo. Si uno estipula que los cuantificadores de primer orden están siendo utilizados como estrategias del compromiso ontológico, entonces Craig recurre al ficcionalismo, en particular a la Teoría de la Simulación [Pretense Theory], según la cual los enunciados acerca de los objetos abstractos son expresiones de hacer creer, imaginados como verdaderos, a pesar de que son literalmente falsos. El trabajo de Craig en esta área está en desarrollo, de modo que sus posiciones finales aún están por determinarse.

### Resurrección de Jesús
Los evaluadores cristianos, Gary Habermas y Christopher Price, dicen que los dos volúmenes de Craig, The Historical Argument for the Resurrection of Jesus (El argumento histórico a favor de la resurrección de Jesús, 1985) y Assessing the New Testament Evidence for the Historicity of the Resurrection of Jesus (Evaluando la evidencia del Nuevo Testamento para la historicidad de la resurrección de Jesús, 3.ª ed., 2002), están entre las investigaciones más profundas del acontecimiento de la resurrección de Jesús. En el primer volumen, Craig describe la historia de la discusión, incluyendo los argumentos de Hume contra la identificación de lo milagroso. El último volumen es un estudio exegético del material del Nuevo Testamento que concierne al acontecimiento de la resurrección.
Craig resume la evidencia relevante bajo tres títulos principales:
1. Un grupo de mujeres de sus seguidoras encontraron la tumba de Jesús vacía el domingo después de la crucifixión.[101]
2. Varios individuos y grupos experimentaron apariciones de Jesús vivo después de su muerte.
3. Los discípulos más tempranos llegaron a creer que Dios había resucitado a Jesús de entre los muertos a pesar de las predisposiciones fuertes para creer lo contrario.

La discusión de Craig sobre la evidencia de cada uno de esos hechos incluye un defensa de las tradiciones de la sepultura de Jesús realizada por José de Arimatea, una exégesis centralizada en la doctrina de Pablo de la resurrección del cuerpo y en una investigación de las nociones paganas y judías de la resurrección de los muertos.
Luego Craig dice que la inferencia a la mejor explicación de esos tres hechos es que Dios levantó a Jesús de entre los muertos. Esto conlleva que haga una crítica detallada de las hipótesis rivales, en particular de la hipótesis de alucinación de Gerd Lüdemann. Craig dice que la hipótesis de la resurrección cumple mejor con los criterios estándares utilizados para sopesar las hipótesis históricas, como los son el poder explicativo, el alcance explicativo, el grado de ad hoc, la plausibilidad, étc., En respuesta a las personas que consideran una hipótesis de los milagros (o de lo milagroso) como algo excesivamente improbable, Craig dice que dada la existencia de un Creador personal del universo, como es demostrado por los argumentos de la teología natural, y mientras la probabilidad de la evidencia en la hipótesis de la resurrección sea más alta que su negación, no se puede decir que la hipótesis de la resurrección es improbable. Él dice que la probabilidad de una explicación de un milagro [de lo milagroso] de la evidencia se aumenta cuando uno ubica la resurrección de Jesús en su contexto religioso-histórico del ministerio de Jesús y de las declaraciones personales, cuyas autenticidad Craig defiende. Ese contexto también proporciona la clave interpretativa para el significado de la resurrección de Jesús, la cual Craig dice que es la vindicación divina de las afirmaciones presuntamente blasfemas por las cuales Jesús fue juzgado y enviado a morir.

### Expiación
En preparación para escribir una teología filosófica sistemática, Craig emprendió un estudio de la doctrina de la expiación que resultó en dos libros,The Atonement (2019) y Atonement and the Death of Christ (2020).

### Adán histórico
También como estudio preliminar para su teología filosófica sistemática, Craig exploró el compromiso bíblico y la credibilidad científica de una pareja humana original que fueron los progenitores universales de la humanidad. Siguiendo al asiriólogo Thorkild Jacobsen, Craig sostiene, sobre la base de varias semejanzas familiares, que Génesis 1:11 pertenece plausiblemente al género de la mitohistoria, cuyo objetivo es contar personajes y acontecimientos históricos en el lenguaje figurado y a menudo fantástico del mito. Más recientemente, Craig ha comenzado a escribir una teología filosófica sistemática proyectada en varios volúmenes.

### Otras visiones o perspectivas
Craig es un crítico del naturalismo metafísico, del Nuevo Ateísmo, de la teología de la prosperidad y la homosexualidad. Craig también es un defensor de la epistemología Reformada. Craig mantiene que la teoría de la evolución es compatible con el cristianismo. Aunque no apoya por completo el diseño inteligente, y está en contra del Creacionismo de la Tierra Joven, él cree que el diseño inteligente pudiera ser una alternativa viable para la evolución. Él es miembro del Centro para la Ciencia y la Cultura del Discovery Institute y fue miembro de la International Society for Complexity, Information and Design (Sociedad Internacional para la Complejidad, Información y Diseño; siglas en inglés ISCID).
Como un Teórico del Mandato Divino, Craig ha expresado creer en que Dios tenía el derecho moral para ordenar la matanza de los cananeos si ellos se negaban a salir de la tierra, como se describe en el libro de Deuteronomio, y eso ha llevado a una controversia. Craig también ha propuesto una cristología neoapolinaria en la que el logos divino sustituye al alma humana de Cristo y completa su naturaleza humana.

## Debates y diálogos
- Roger Penrose en "The Universe: How did it get here and why are we part of It?". The Big Conversation. 2019.
- Sean Carroll en New Orleans Baptist Theological Seminary, "Dios y la Cosmología" (2014)
- Lawrence Krauss en Melbourne, "La Vida, el Universo y la Nada: ¿Por qué existe algo en lugar de nada?" (2013)
- Lawrence Krauss en Sídney, "La Vida, el Universo y la Nada: ¿Por qué existe algo en lugar de nada?" (2013)
- Lawrence Krauss en Brisbane, "La Vida, el Universo y la Nada: ¿Ha la Ciencia Enterrado a Dios?" (2013)
- Alex Rosenberg en la Universidad Purdue, "¿Es la Fe en Dios Razonable?" (2013)
- Klemens Kappel en Copenhague, Dinamarca, "¿Existe Dios?" (2012)
- Kari Enqvist en la Universidad de Helsinki, "¿Existe Dios?" (2012)
- Peter Millican en la Universidad de Birmingham, "¿Es la Fe en Dios Razonable?" (2011)
- Peter Atkins en la Universidad de Mánchester, "¿Existe Dios?" (2011)
- Stephen Law en Westminster Central Hall, Londres, "¿Existe Dios?" (2011)
- Sam Harris en la Universidad de Notre Dame, "¿Es el Fundamento de la Moralidad Natural o Sobrenatural?" (2011)
- Lawrence Krauss en la Universidad de North Carolina, "¿Existe Evidencia para Dios?" (2011)
- Francisco Ayala en la Universidad de Indiana, "¿Es el Diseño Inteligente Viable?" (2011)
- Matt Ridley, Michael Shermer y Richard Dawkins junto con Rabbi David Wolpe, y Douglas Geivett en el festival La Ciudad de las Ideas en Puebla, México, "¿El universo tiene un propósito?" (2010)
- Victor Stenger en Oregon State University, "¿Existe Dios?" (2010)
- Eric Dayton en la Universidad de Saskatchewan, "¿El Mal Niega a Dios?" (2009)
- Shabir Ally en McGill University, "¿Resucitó Jesús de entre los Muertos?” (2009)
- Ronald DeSousa en York University, Toronto, "¿Existe Dios?" (2009)
- Lewis Wolpert en Westminster, Londres, "¿Es Dios un Espejismo?" (2009)
- Shelly Kagan en Columbia University, "¿Es Dios Necesario para la Moralidad?" (2009)
- Richard Carrier en Northwest Missouri State University, "¿Resucitó Jesús de entre los Muertos?” (2009)
- Christopher Hitchens en Biola University, "¿Existe Dios?" (2009)
- Christopher DiCarlo en la Universidad de Waterloo, "¿Dios Importa?" (2009)
- John R. Shook en la Universidad de British Columbia, "¿Existe Dios?" (2008)
- Bill Cooke en la Universidad de Auckland, Nueva Zelanda, "¿Es Dios un Espejismo?" (2008)
- Louise Antony en la Universidad de Massachusetts en Amherst, "¿Es Dios Necesario para la Moralidad?" (2008)
- James Crossley, "¿Jesús Resucitó Corporalmente de entre los Muertos?” (2008)
- Roy Hoover, "¿Deberíamos Creer que la Resurrección de Jesús Fue Histórica?" (2008)
- Bart Ehrman en la Universidad of the Holy Cross, "¿Existe Evidencia Para el Jesús Histórico?” (2006)
- Austin Dacey en California State University, "¿Existe Dios?" (2005)
- A.C. Grayling en Oxford, "¿Tiene Dios Sentido a la Luz del Tsunamis?" (2005)
- John Shelby Spong en Bethel College, "¿Resucitó Jesús de entre los Muertos?” (2005)
- Austin Dacey en Purdue University, "¿Existe Dios? El Último Debate" (2004)
- Hector Ávalos en Iowa State University, "¿Resucitó Jesús de entre los Muertos?” (2004)
- Victor Stenger, "¿Existe Dios?" (2003)
- Quentin Smith en Harvard, "¿Existe Dios?" (2003)
- Peter Slezak, "Ateísmo versus Cristianismo" (2002)
- Shabir Ally, "¿Resucitó Jesús de entre los Muertos?” (2002)
- Shabir Ally, "El Concepto de Dios en el Islam y en el Cristianismo” (2002)
- Shabir Ally, "¿Quién es el Jesús Real?" (2002)
- Shabir Ally, "¿Qué Debo Hacer para ser Salvo?" (2002)
- Gerd Ludemann en California Polytechnic State University, “La Resurrección de Jesús: ¿Hecho o Ficción?" (2002)
- Torbjorn Tannsjo, "Dios y la Moralidad" (2001)
- Paul Kurtz, "¿Es la Moralidad Sin Dios lo Suficientemente Buena?" (2001)
- Ron Barrier, "¿Existe Dios?" (2000)
- Eddie Tabash, "El Humanismo Secular versus el Cristianismo " (1999)
- Walter Sinnott-Armstrong, "¿El Mal y el Sufrimiento Niegan a Dios?” (1999)
- Edwin Curley en la Universidad de Míchigan, "¿Existe el Dios Cristiano?" (1998)
- Keith Parsons en la Iglesia Bautista Prestonwood, "¿Por qué Soy/No Soy Cristiano?” (1998)
- Robert M. Price, "¿Jesús de Nazaret Resucitó de entre los Muertos?” (1998)
- Massimo Pigliucci en la Universidad de Georgia, "¿Existe Dios?" (1998)
- Antony Flew en la Universidad de Wisconsin en Madison, "¿Existe Dios?" (1998)
- Peter Atkins en el Carter Center, "¿Cuál es la Evidencia a favor/en contra de Dios?” (1998)
- Jamal Badawi en la Universidad de Illinois en Urbana-Champaign, "El Concepto de Dios en el Islam y en el Cristianismo” (1998)
- Paul Draper en United States Military Academy en West Point, "¿Existe Dios?" (1997)
- Theodore Drange en la Universidad de Illinois en Urbana-Champaign, "¿Existe Dios?" (1997)
- Gerd Ludemann en Boston College, "¿Resucitó Jesús de entre los Muertos?” (1997)
- Douglas Jesseph en Arizona State University, "¿Existe Dios?" (1997)
- Douglas Jesseph en North Carolina State University, "¿Existe Dios?" (1996)
- Quentin Smith en Southern Methodist University, "¿Existe Dios?" (1996)
- Corey Washington en la Universidad de Washington, "¿Existe Dios?" (1995)
- Greg Cavin, "¿Resucitó Jesús de entre los Muertos?” (1995)
- John Dominic Crossan, "¿Se Puede Poner de Pie el Verdadero Jesús?” (1995)
- Michael Tooley en la Universidad de Colorado, "¿Existe Dios?" (1994)
- Ray Bradley en la Universidad Simon Fraser, "¿Puede un Dios Amoroso Enviar a las Personas al Infierno?” (1994)
- Robert Deitz en Arizona State University, "¿Existe Dios?" (1993)
- Richard Taylor en Union College, "¿Es la Base para la Moralidad Natural o Sobrenatural?” (1993)
- Frank Zindler en la Iglesia Willow Creek Community, "Ateísmo versus Cristianismo" (1993)
- Kai Nielson en la Universidad de Western Ontario, "Dios, la Moralidad y el Mal” (1991)

### En inglés
- Fe Razonable (YouTube oficial en español)
- Fe Razonable (TikTok oficial en español)
- Sitio Web en español
- Fe Razonable (Facebook oficial en español)
- Evangelical Philosophical Society. William Lane Craig Archivado el 7 de enero de 2017 en Wayback Machine.
- Talbot School of Theology. William Lane Craig
- Reasonable Faith. William Lane Craig
- Discovery Institute. William Lane. Craig, Fellow - CSC

- Datos: Q1233528
- Multimedia: William Lane Craig / Q1233528
- Citas célebres: William Lane Craig